# Contea di Chattahoochee
La contea di Chattahoochee è una contea degli Stati Uniti, in Georgia. È stata fondata il 13 febbraio 1854 e il suo capoluogo è Cusseta. La popolazione nel 2006 era di 14 041 abitanti.

## Storia
L'Assemblea generale della Georgia costituì la contea di Chattahochee il 13 febbraio 1854 da parti delle contee di Muscogee e Marion. Il suo nome deriva dal fiume Chattahoochee, che ne segna il confine occidentale. La capitale si chiama Cusseta per ricordare l'insediamento dei nativi americani Muscogee (o Creek) che sorgeva lì vicino.

## Geografia fisica
L'area della contea è di 651 km² (251 miglia quadrate), sei dei quali (corrispondenti allo 0,96% dell'area totale) sono di superfici acquee.

## Strade principali
- U.S. Route 27
- U.S. Route 280
- State Route 1
- State Route 26
- State Route 520

## Società

### Evoluzione demografica
Secondo il censimento del 2000 la popolazione era di 14 882 abitanti e la densità era di 23 ab./km².
La popolazione è composta per il 58,08% di bianchi, per il 29,92% di neri o afroamericani, per lo 0,080% di nativi americani, per l'1,80% di asiatici, per lo 0,45% di provenienti dalle isole del Pacifico, per il 5,18% di altre razze, per il 3,77% di due o più razze e per il 10,42% di ispanici e latini.
La popolazione comprendeva un 28,40% di abitanti sotto i 18 anni, un 27,90% di abitanti tra 18 e 24 anni, un 36,40% di abitanti tra 25 e 44 anni, un 5,50% di abitanti tra 45 e 64 anni e un 1,80% di abitanti oltre i 65 anni.
Il 10,60% della popolazione vive sotto la soglia della povertà.

## Municipalità
- Cusseta
- Fort Benning South